# Lufthansa Group
Ne doit pas être confondu avec Lufthansa.
Le groupe Lufthansa regroupe les compagnies Lufthansa, Swiss, Austrian Airlines et Brussels Airlines . Les «partenaires régionaux» d'Eurowings et de Lufthansa sont également membres du groupe tel qu'Air Dolomiti. L'intégration de l'ITA Airways a été finalisé le 17 janvier 2025 et Lufthansa Group détient désormais 41% de la compagnie italienne.

## Histoire

### Années 1990 et 2000
En début d'année 1995, Deutsche Lufthansa AG a procédé à des changements structurels qui visaient à créer des sociétés d'exploitation indépendantes du groupe telles que Lufthansa Technik, Lufthansa Cargo et Lufthansa Systems. LSG Sky Chefs, Condor et Lufthansa CityLine ont rejoint plus tard le groupe.
Air Dolomiti est contrôlé par Lufthansa à 100 % en 2003.
Le 22 mars 2005, les directions de SWISS et Lufthansa approuvent l'intégration de la compagnie nationale suisse dans le Lufthansa Group.
Le 1er juillet 2007, Swiss International Airlines est totalement intégrée au Lufthansa Group.
En 2008, le groupe acquiert 19 % dans la compagnie low-cost JetBlue Airways, La société mère de Brussels Airlines, SN Airholding SA/NV, cède une part de 45 % au groupe allemand pour 65 millions d'euros. Lufthansa et ÖIAG (Österreichische Industrieholding AG) la société mère d'Austrian Airlines trouvent un accord sur l'intégration de la compagnie nationale autrichienne dans le groupe allemand. Enfin, le Lufthansa Group acquiert 50,9 % d'Eurowings.
Le 2 février 2009, le Lufthansa Group lance des vols depuis Milan vers des destinations européennes avec six Airbus A319, sous la marque Lufthansa Italia. Le 19 juin 2009, la nouvelle compagnie AeroLogic, issue d'une coentreprise entre Lufthansa Cargo and DHL Express, est créée. Elle assure des vols cargo en Boeing 777F depuis le Hub d'Aero Logic à Leipzig-Halle en Asie. Le 3 septembre 2009, Austrian Airlines devient un membre à part entière du Lufthansa Group après son rachat par celui-ci.

### Années 2010
Le 1er juillet 2013, la low-cost Germanwings assure son premier vol et est la plus grande compagnie low-cost allemande.
Le 15 septembre 2014, le groupe commande 15 autres A320neo et 10 A320ceo pour les compagnies du groupe. Cela porte le nombre d'avions commandés à 265, pour une somme avoisinant les 30 milliards d'euros.
Le 1er février 2015, le premier avion dans la livrée Eurowings effectue un premier vol en Airbus A320 de l'aéroport de Hambourg à l'aéroport de Prague.
Le 24 mars 2015, le groupe connaît la plus grande tragédie de son histoire avec le crash du vol 4U9525 de Germanwings. Le 1er novembre, la "nouvelle Eurowings" est officiellement lancée. La compagnie opère désormais depuis l'aéroport de Cologne-Bonn.
En 2016, le Lufthansa Group alimente ses avions à l'aéroport d'Oslo Airport avec du biocarburant. Il s'agir du premier groupe aéronautique à avoir ce type d'accord.
Le 15 décembre 2016, le groupe allemand achète les 55 % restants de l'actionnariat dans la compagnie belge Brussels Airlines en levant l'option existante de 2,6 millions d'euros. Elle devient une filiale à 100 % du transporteur allemand. Les dirigeants belges restent en place après ce rachat et il est prévu que la compagnie garde son nom pendant deux ans. Des questions concernant le nom de la compagnie se posent : il se dit qu'il pourrait être adopté le nom "Brusselswings" en référence à la filiale Eurowings.
Le 13 octobre 2017, le groupe Lufthansa et le groupe Air Berlin signent un accord pour acquérir NIKI Luftfahrt GmbH et Luftfahrtgesellschaft Walter mbH (LGW). La compagnie Eurowings doit de ce fait se développer. À la mi-décembre 2017, la Commission européenne interdit l'acquisition de NIKI
En 2018, la compagnie nationale belge intègre totalement le groupe allemand et vole sous l'égide du groupe Eurowings.
Le nom de marque "Lufthansa Regional" est progressivement effacé pour le public ; resteront visible Air Dolomiti et Lufthansa CityLine représentant ses branches régionales.

## Années 2020
En septembre 2021, la Lufthansa présente la nouvelle cabine "AirSpace" qui équipera les avions court-courrier et moyen-courrier des compagnies Lufthansa, Swiss, Brussels Airlines et Eurowings.

### COVID-19
Le 14 mai 2020, Lufthansa a annoncé qu'elle reprendrait les vols entre Toronto et Francfort à partir du 3 juin. Avant la pandémie, les compagnies aériennes du groupe Lufthansa assuraient 64 vols hebdomadaires entre les deux pays. Les plans de redressement de la compagnie aérienne impliquent l'augmentation des capacités cargo. Les compagnies aériennes du groupe Lufthansa exigent désormais que tous les passagers portent un masque à bord.
Le 14 mai également, le Groupe a annoncé qu'il prévoyait d'assurer 1 800 vols hebdomadaires d'ici fin juin.
Le 24 juin, l'actionnaire principal Heinz Hermann Thiele, qui détient 15,5 % des parts du Groupe, a indiqué qu'il voterait en faveur du sauvetage par le gouvernement allemand  qui devait prendre une part de 20 % le 23 juin. de la société et deux sièges au conseil d'administration de la société en échange de 10 milliards de dollars. La transaction a été pré-approuvée par la Commission européenne et a reçu le soutien des syndicats de l'entreprise, qui a donné 1,55 milliard de dollars en échange de garanties d'emploi. À cette époque, la société était insolvable.
En 2020, le groupe Lufthansa a subi une perte inédite de 6,7 milliards d'euros. Elle a opéré 31 % de sa capacité de sièges.
Le 17 janvier 2025, Lufthansa Group détient une participation de 41% d'ITA Airways.

## Activités
Le Lufthansa Group est composée des trois divisions suivantes : Network Airlines, Eurowings, Aviation Services.

### Compagnies aériennes du réseau
Le réseau de transports de passagers comprend les compagnies Austrian Airlines, Brussels Airlines, Lufthansa et Swiss.
 Lufthansa
Lufthansa est la compagnie nationale allemande. Elle a créé le groupe en 1995 et en est la pionnière du groupe. Elle est basée à l'Aéroport de Francfort Rhein-Main et à l'Aéroport international Franz-Josef-Strauss de Munich. Les compagnies régionales telles que Lufthansa CityLine et Air Dolomiti sont également membre du groupe.
 Austrian Airlines
Austrian Airlines est la compagnie nationale autrichienne. Elle a intégré le groupe en 2008. Elle est basée à l'aéroport de Vienne.
 Brussels Airlines
Brussels Airlines est la compagnie nationale belge. Elle a intégré le groupe à 100 % en 2016. Elle est basée à l'aéroport de Bruxelles.
 Swiss
Swiss International Airlines, abrégé en Swiss, est la compagnie nationale suisse. Elle est basée à l'aéroport de Zurich et à l'aéroport de Genève. Elle a intégré le groupe en 2007. Sa filiale Edelweiss Air fait également partie du groupe.

### Eurowings

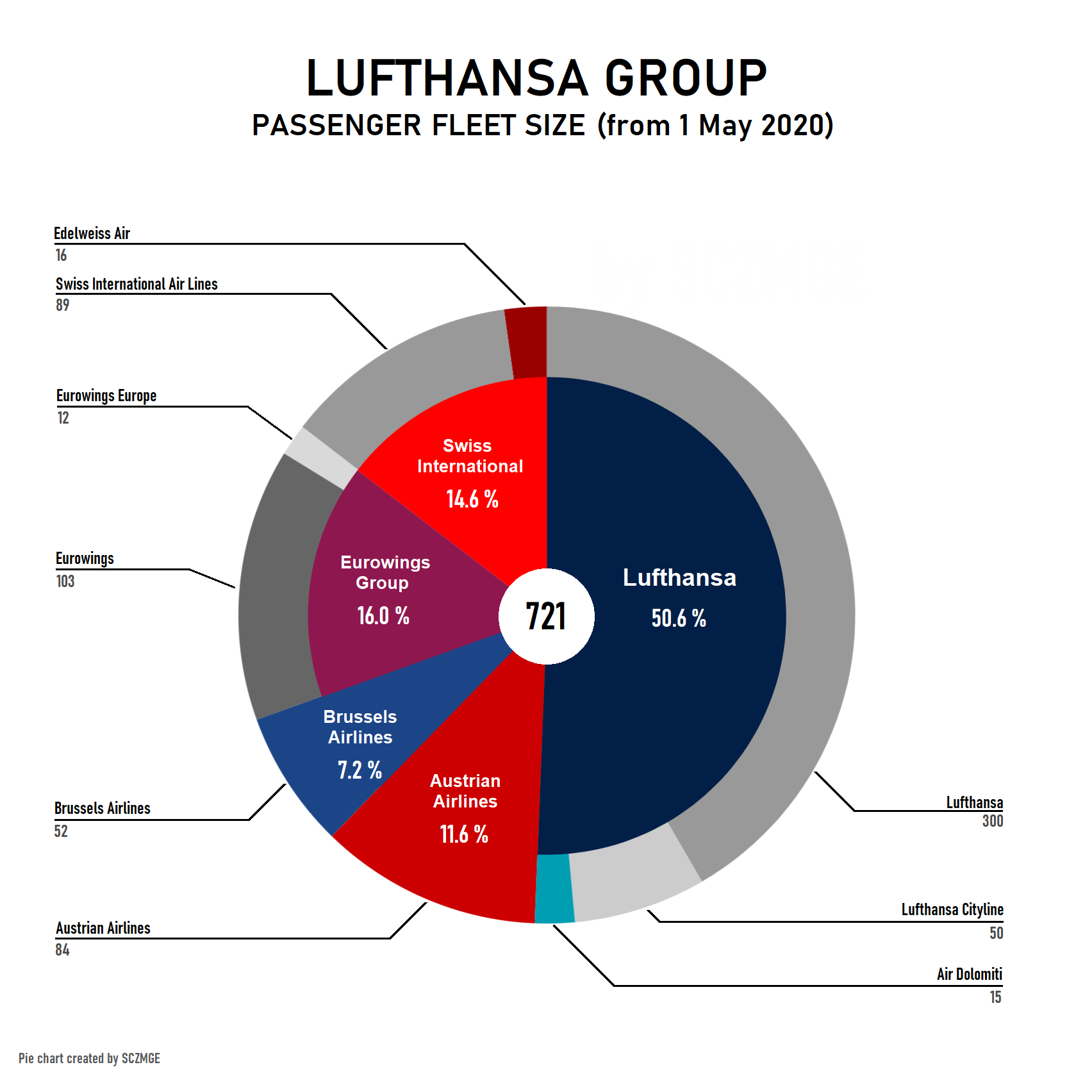
Répartition des passagers du groupe selon les compagnies

### Services aéronautiques
Logistics, MRO, Catering and Additional Businesses and Group Functions (Lufthansa AirPlus, Lufthansa Aviation Training and the IT companies)

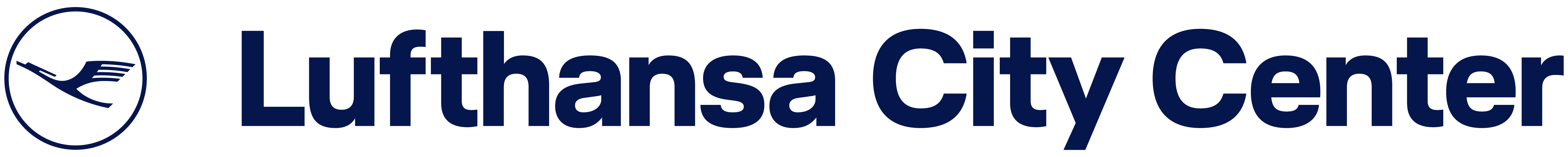
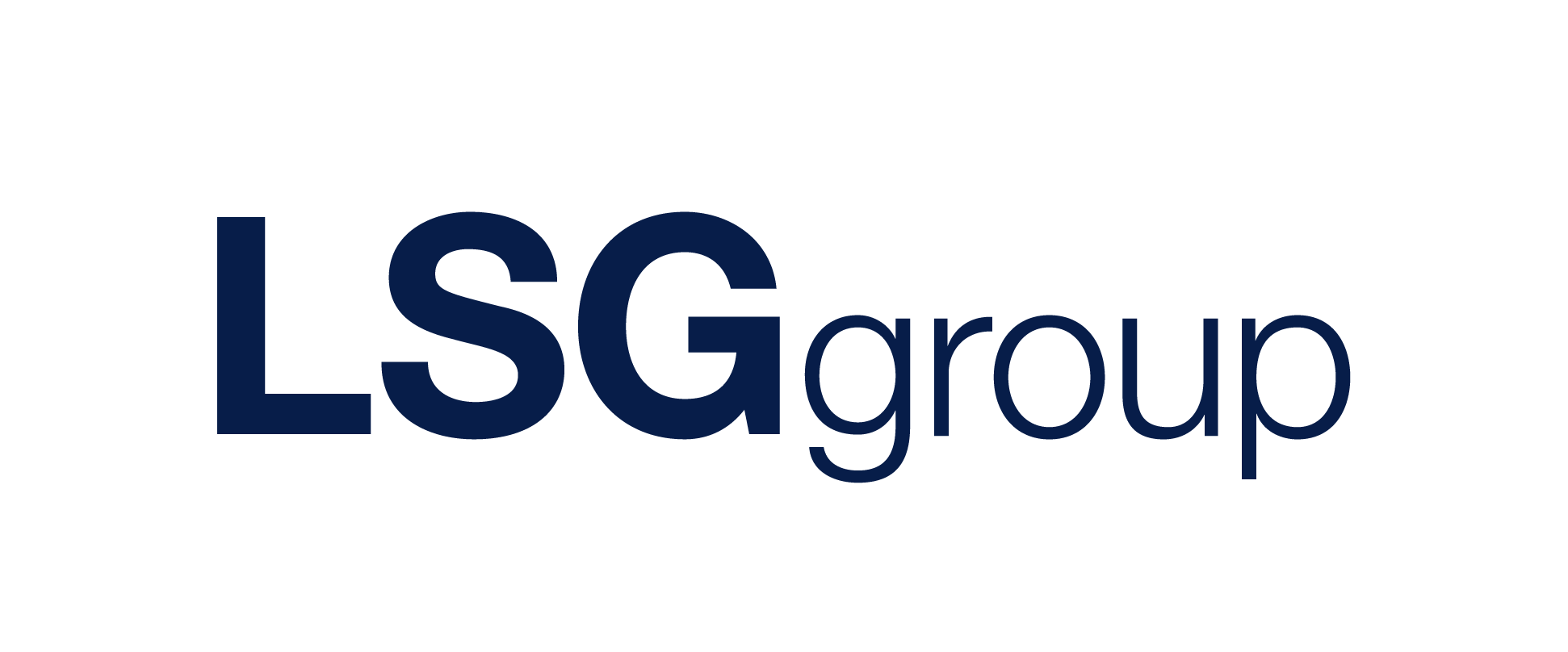

- Lufthansa Cargo
- Lufthansa Technik
- LSG Group

- Lufthansa Systems (en)
- Lufthansa Industry Solutions
- Lufthansa Aviation Training (en)
- Lufthansa Consulting (en) *

## Organisation
Deutsche Lufthansa AG est structurée de la manière suivante : La direction exécutive est responsable du management de la compagnie et définit les stratégies. Le conseil de surveillance nomme, supervise et conseille la direction. Deutsche Lufthansa AG est la société mère et la plus grande société dans le Lufthansa Group. Chaque segment d'activités est séparé et les sociétés opèrent d'une manière distincte et indépendante à l'exception du transport de passagers de la Lufthansa. Chaque direction est représentée dans le comité exécutif de la direction de la Deutsche Lufthansa AG.

## Galerie photos

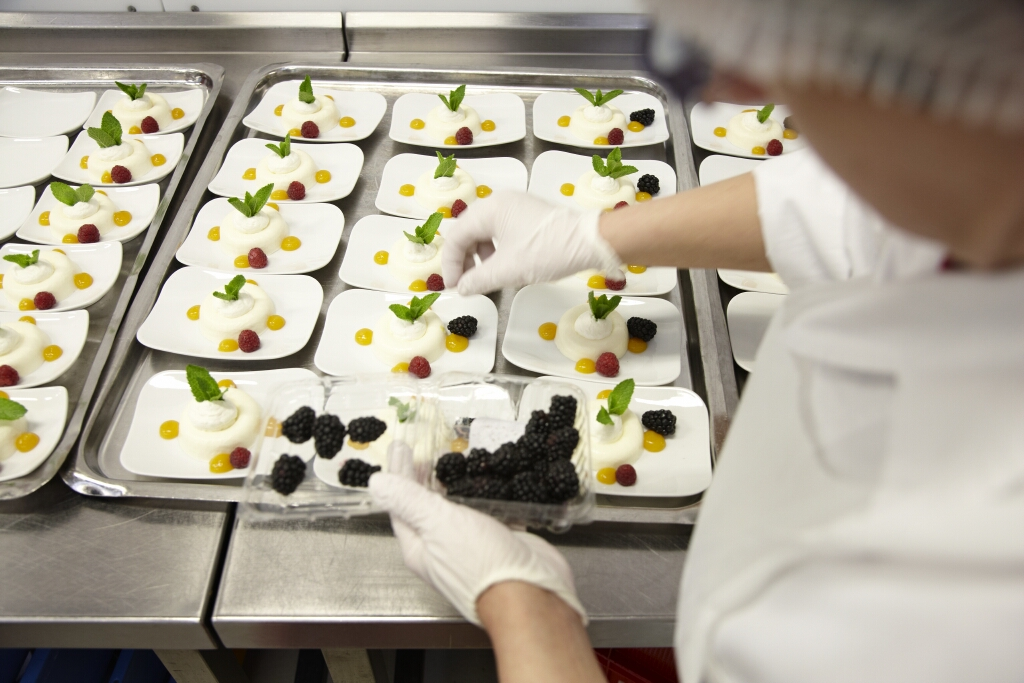
Sky Chiefs
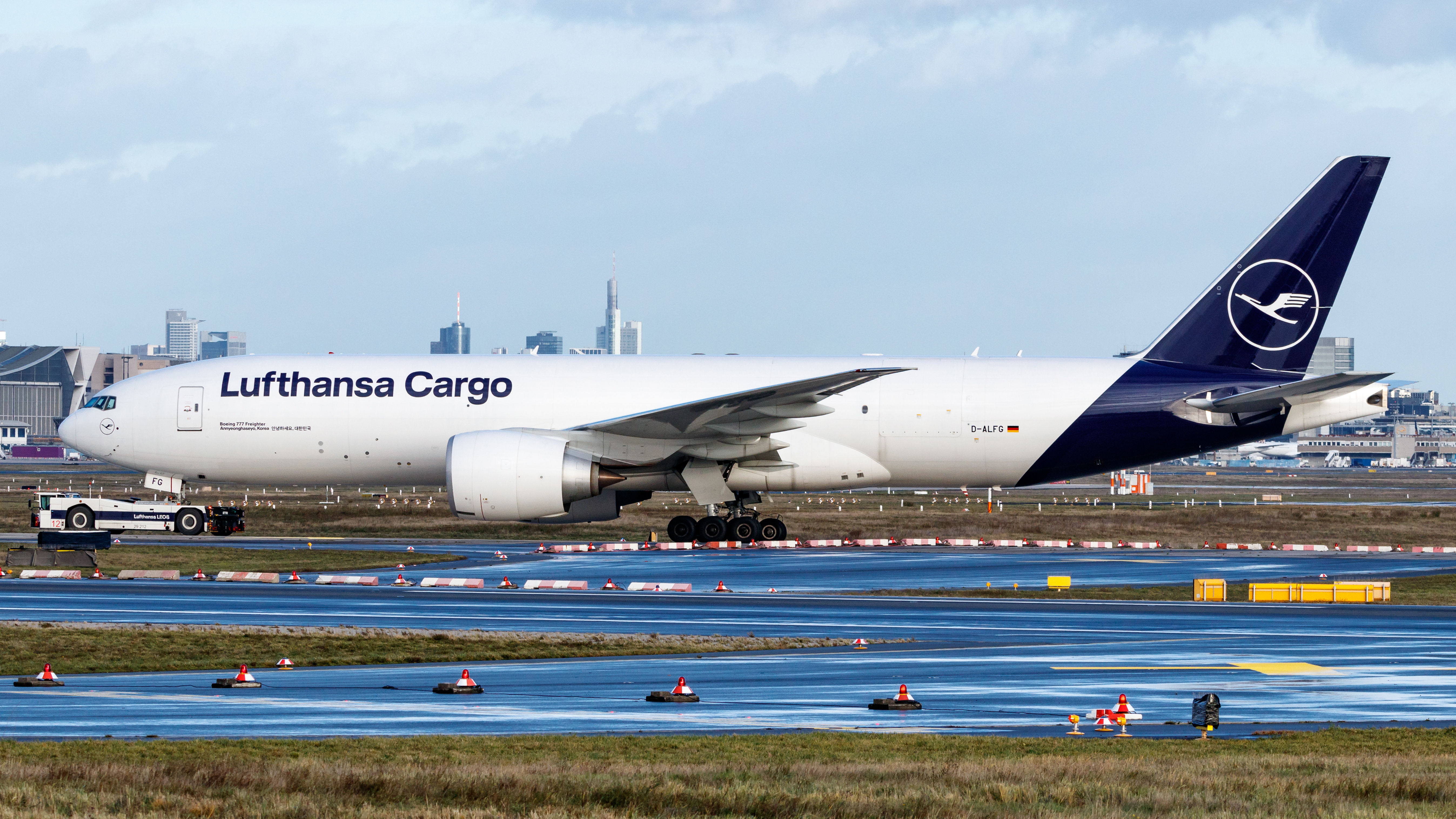
Lufthansa Cargo
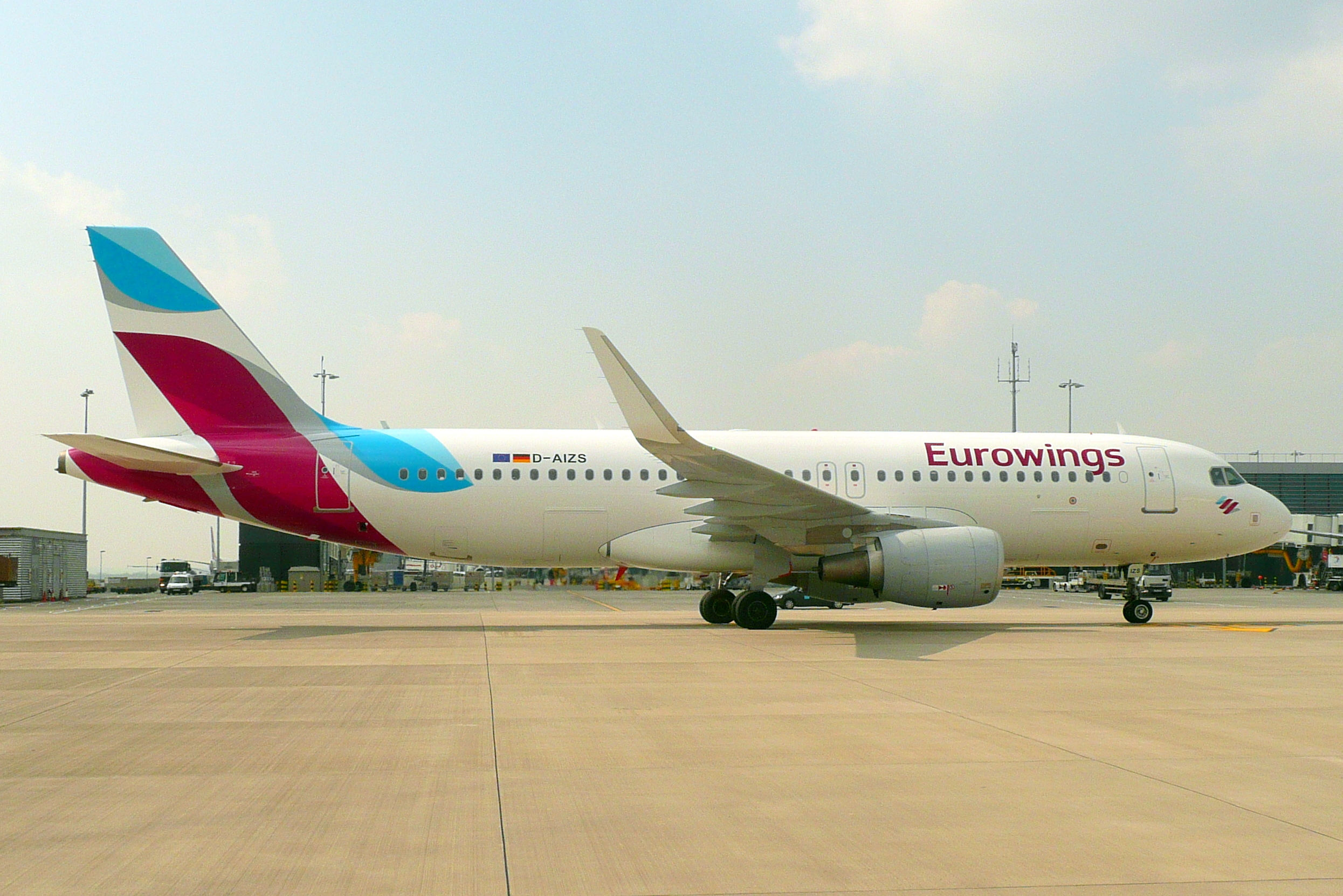
Eurowings
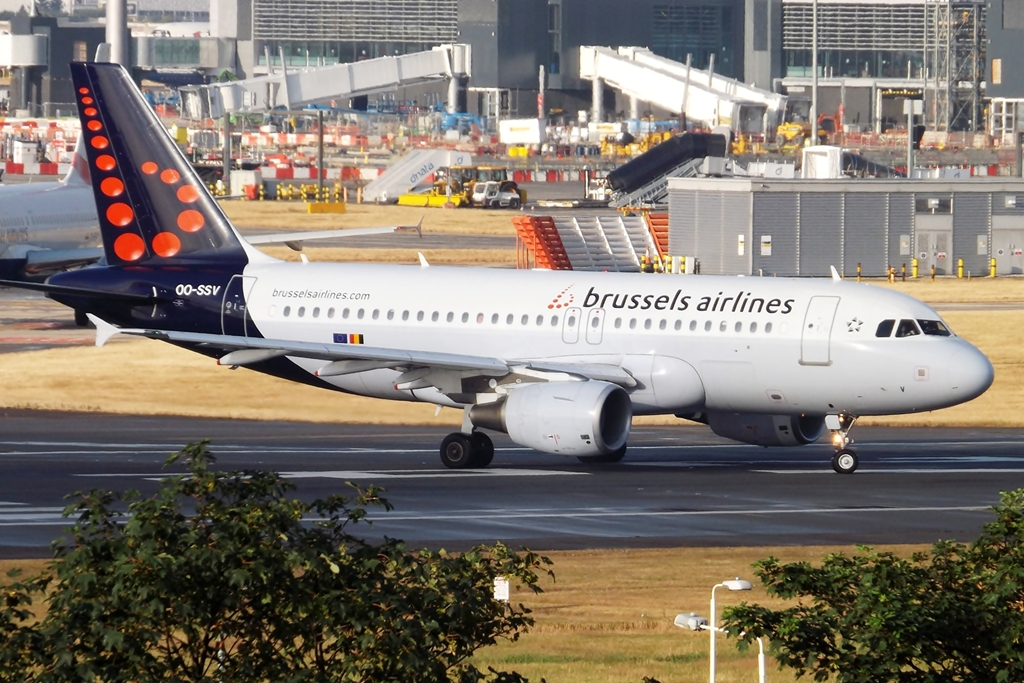
Brussels Airlines
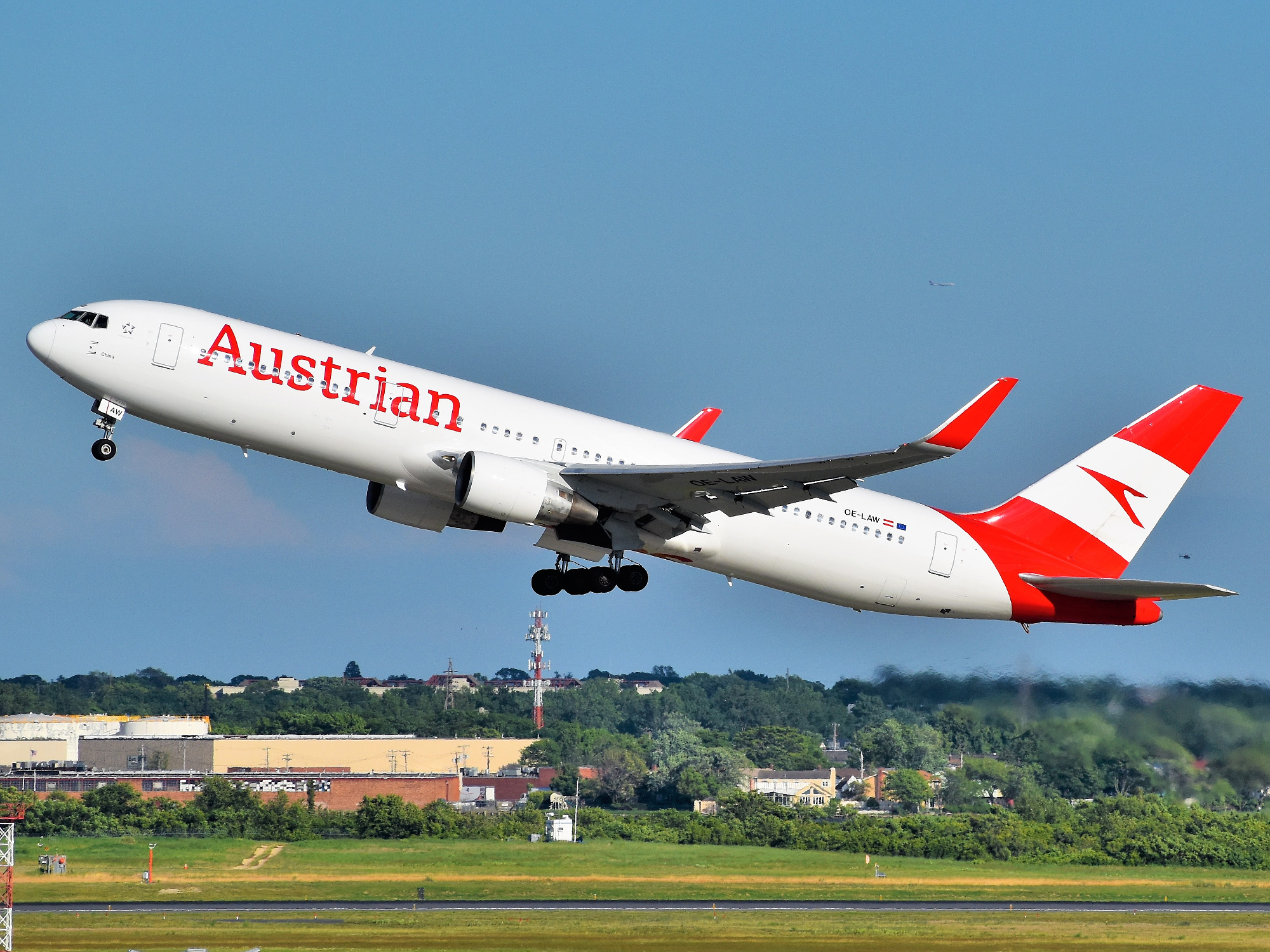
Austrian
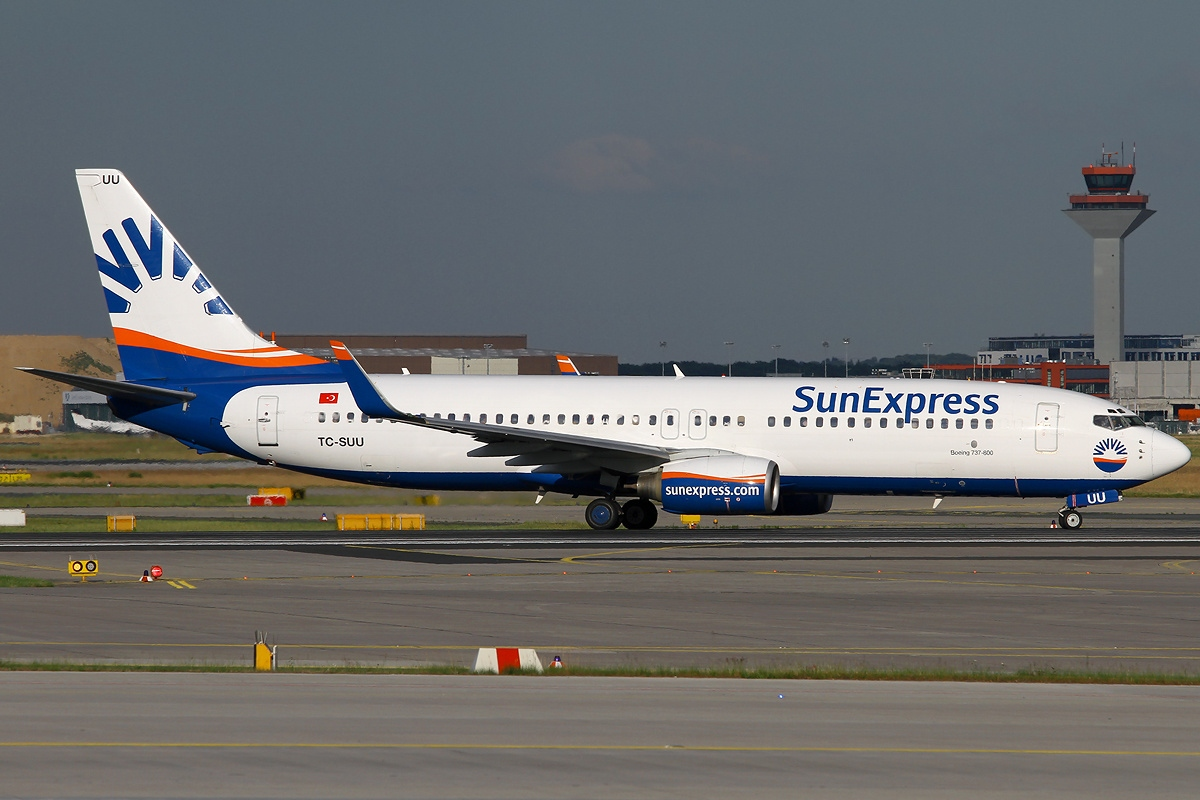
Sun Express
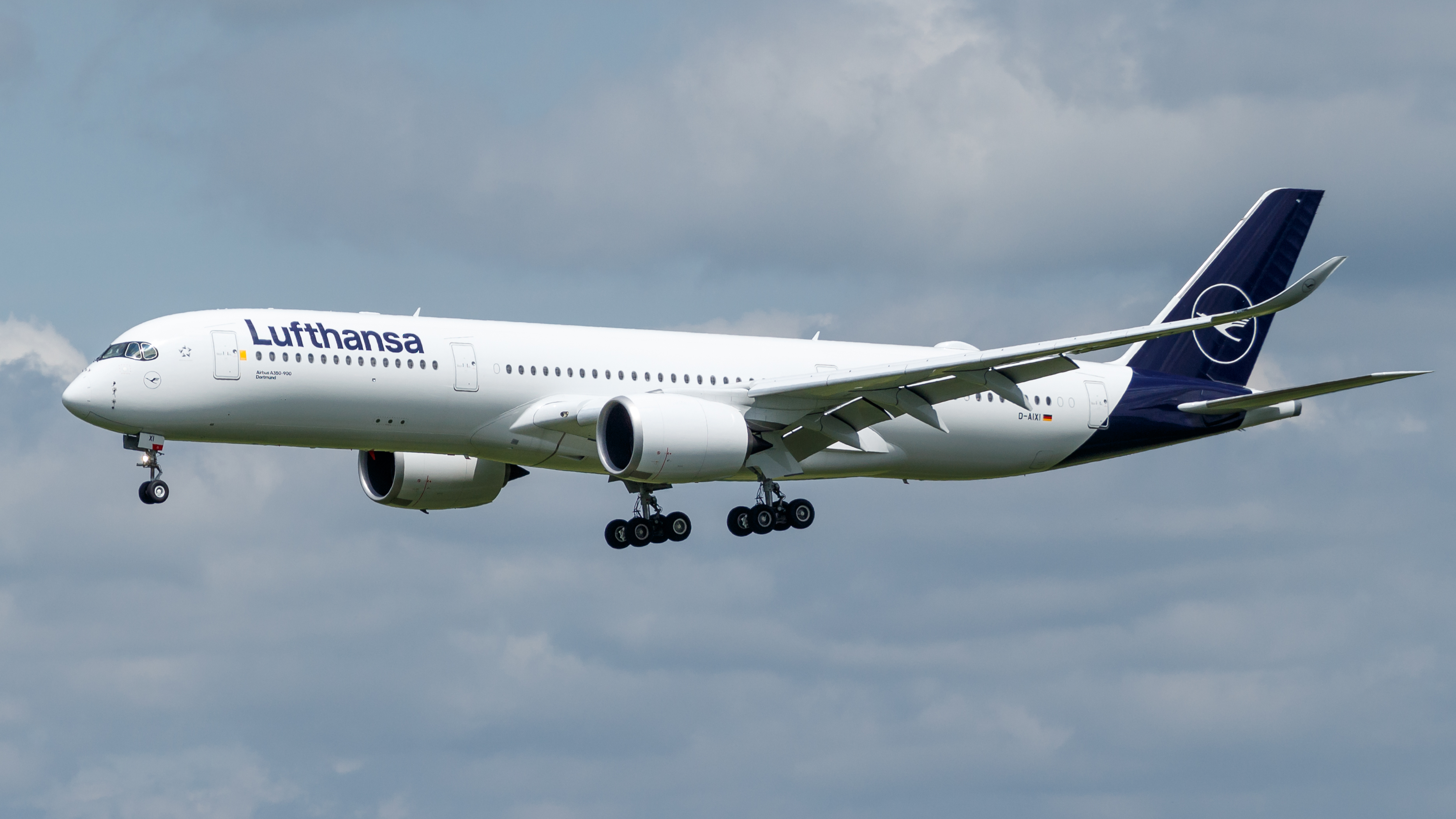
Lufthansa
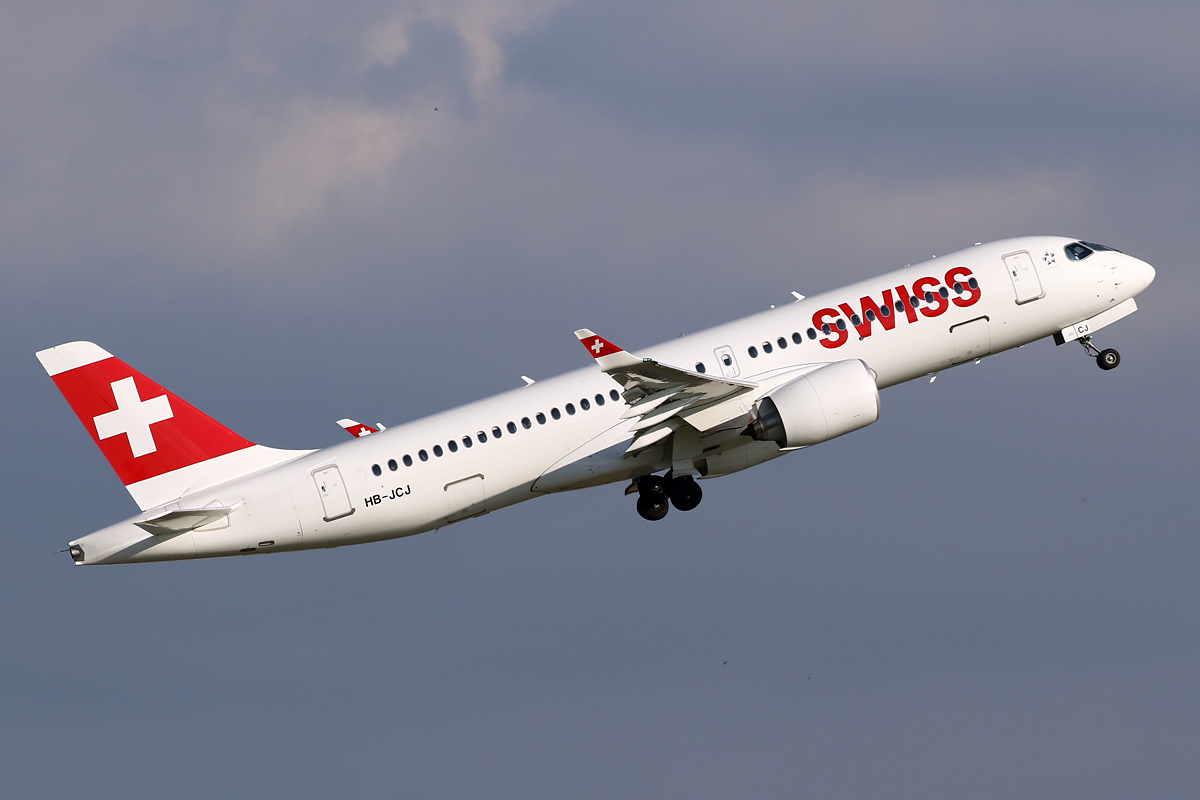
Swiss